# おもちゃのマーチ
「おもちゃのマーチ」は、日本の童謡。1923年（大正12年）1月に童謡楽譜集『子供達の歌 第二集』で発表された。ラジオ初放送は1926年（大正15年）6月18日。作詞は海野厚、作曲は小田島樹人。
大正時代から盛んに歌われ、現代まで歌い継がれてきた作品の一つであり、亀田製菓が設立40周年記念文化事業として選んだ「日本の歌百選」（2000年）に選出された。また、NHK教育テレビ（Eテレ）の幼児向け番組「おかあさんといっしょ」では、横山だいすけ・三谷たくみ、しゅうさえこ、小鳩くるみといった、幅広い世代のうたのおねえさん、うたのおにいさんによって歌われカバーされてきた。
作詞の海野厚が1925年没、作曲の小田島樹人が1959年没なので、著作権の保護期間が満了し、歌詞も楽曲もパブリックドメインとなっている。

## 歌詞
作詞は海野厚。歌詞の中の「わんわ」は犬の幼児語。「キューピ」はキューピー人形。「ポッポ」は鳩であることが発表誌で明示されており、汽車という解釈もあるが誤りである。
やっとこやっとこ くりだした

おもちゃのマーチが ラッタッタ

にんぎょうのへいたい せいぞろい

おうまもわんわも ラッタッタ
やっとこやっとこ ひとまわり

キューピもポッポも ラッタッタ

フランスにんぎょうも とびだして

ふえふきゃたいこが パンパラパン

## 楽曲
作曲は小田島樹人。小田島の代表作である。ヘ長調、4分の2拍子で、テンポは=120「無邪気に」。

## 歌手
- 日本コロムビアの前身である日本蓄音機商会から、1925年（大正14年）頃に村山久子の歌唱で、1928年（昭和3年）頃に佐藤怡子の歌唱で、それぞれレコードが発売された（ニッポノホン15412[3]、ニッポノホン16827[6]）。
- ポリドール・レコードから、1936年（昭和11年）、戦前のハリウッドスター子役で日本でも人気があったシャーリー・テンプルが日本語で日本の童謡を歌った『テンプルの童謡』（4曲入りSP盤、規格品番2409）が発売された。このB面1曲目に「おもちゃのマーチ」が収録された。
- 1999年（平成11年）に発売された、ファースト・アカデミー『みんなのどうよう 3』（KEEP/日本クラウン FGS-304/2008年の再発盤はMCD-272）の12曲目に「おもちゃのマーチ」が収録された。
- 2025年5月現在、日本音楽著作権協会（JASRAC）のデータベースには、横山だいすけ・三谷たくみ、由紀さおり・安田祥子、しゅうさえこら18の個人・団体がアーティスト登録されている[注 1]。
- 他にも、タンポポ児童合唱団、森の木児童合唱団、益田恵/コロムビアゆりかご会など、さまざまな合唱団によるカバーが存在する。

## 絵本
童謡に挿絵をつけた「童謡絵本」が、1950年代にコロムビアから出版された。
- 『コロムビアの童謡絵本 おもちゃのマーチ』
  - 詩：海野厚、絵：前田松雄、コロムビア出版社、1952年7月[7]

同形態のものに「うたうえほん」、「うたの絵本」などがある。

これらが発展して、1990年（平成2年）前後から音の出る絵本が刊行されるようになった。以下はその一例であり「おもちゃのマーチ」が収録されている。
- たかいよしかず 他 絵『うたって たたこう！ わくわく リズムあそびどうようえほん』金の星社、2017年9月、ISBN 978-4-323-89052-4